# مارک استژشتیک
مارک استژشتیک (چکی: Marek Střeštík؛ زادهٔ ۱ فوریهٔ ۱۹۸۷) بازیکن فوتبال اهل جمهوری چک است.
از باشگاه‌هایی که در آن بازی کرده‌است می‌توان به باشگاه فوتبال دیوری ای‌تی‌او، باشگاه فوتبال اسپارتا پراگ، باشگاه فوتبال ام‌تی‌کی بوداپست، و باشگاه فوتبال زبرویوفکا برنو اشاره کرد.
وی همچنین در تیم‌های ملی فوتبال زیر ۲۱ سال جمهوری چک، و جمهوری چک بازی کرده‌است.